# Andreus
Andreus (altgriechisch Ἀνδρεύς Andreús) ist eine Gestalt der griechischen Mythologie.
Der Name setzt sich zusammen aus dem Substantiv ἀνήρ, anḗr, Genitiv ἀνδρός, andrós, Mann, Wortstamm ἀνδρ-, andr- und dem namenbildenden Ableitungssuffix -εύς, - e͜ús. Er ist also einfach der Mann. Pape nennt ihn unnötigerweise Mannesens das ist der Mannssohn, Sohn des Mannes. Die Betonung liegt lateinisch und deutsch abweichend auf der ersten Silbe des zweisilbigen Namens, Ándre͜us.
Nach Pausanias ist er der Sohn des thessalischen Flussgottes Peneios und somit der Bruder des Hypseus, den Pindar ausdrücklich als Lapithen bezeichnet: „Dieser (Hypseus) war damals der König der überheblichen Lapithen.“ Mit diesem familiären Bezug und der Stammeszuweisung wäre auch Andreus ein Lapithe.
Er ist der Gründer der Stadt Orchomenos, deren Umgebung nach ihm Andreis genannt wurde. Er heiratet Euippe und hat mit ihr einen Sohn namens Eteokles.
Ein Andreus wird auch als Gründer und Namensgeber der Insel Andros bezeichnet; ob es sich dabei um denselben Andreus handelt, ist ungewiss.